# Leptochloa viscida
Leptochloa viscida är en gräsart som först beskrevs av Frank Lamson Scribner, och fick sitt nu gällande namn av William James Beal. Leptochloa viscida ingår i släktet spretgräs, och familjen gräs. Inga underarter finns listade i Catalogue of Life.